# Argentino
Argentino (španělsky Lago Argentino) je jezero v provincii Santa Cruz na jihu Argentiny v Patagonii. Jedná se o ledovcové jezero, které je zahrazené morénami. Je to největší argentinské jezero. Má rozlohu 1415 km². Je maximálně 20 km široké. Průměrně je hluboké 150 m a dosahuje maximální hloubky až 500 m. Objem vody je 219,9 km³. Rozloha povodí je 17 000 km². Leží v nadmořské výšce 187 m. Západní část jezera zasahuje do národního parku Los Glaciares.

## Pobřeží
Západní pobřeží je hornaté, do zálivů tvarů fjordů tady spadají ledovce z Jižního patagonského ledovcového pole. Východní pobřeží je rovné a zařezává se do Patagonské planiny.

## Vodní režim
Do jezera ústí řeka Leona (odtéká z jezera Viedma) a odtéká řeka Santa Cruz, která teče do Atlantského oceánu.

## Osídlení pobřeží
Na břehu leží město El Calafate.